# Christian Kert
 (juin 2016).
Christian Kert, né le 25 juillet 1946 à Salon-de-Provence (Bouches-du-Rhône), est un homme politique français de centre droit.
Réélu député de la onzième circonscription des Bouches-du-Rhône en 2012, il siège au sein du groupe parlementaire « Les Républicains » dont il est le deuxième vice-président et fait partie de la commission des Affaires culturelles et de l'Éducation. Il est battu en 2017.
Il est également délégué départemental Les Républicains des Bouches-du-Rhône.

## Études et parcours professionnel
Christian Kert fait ses études dans la ville d'Aix-en-Provence. Il effectue des études de droit et devient diplômé de l'Institut de Criminologie et de Sciences pénales.
En 1974, il est nommé directeur de cabinet du Président de l’Office Public d'Aménagement et de Construction des Bouches-du-Rhône jusqu'en 1984 et deviendra directeur du Service Communication de 1985 à 1988.
Parallèlement à cela, il est, dans les années 1980, chargé de mission auprès du Conseil économique et social de Provence-Alpes-Côte d'Azur.
Christian Kert s'intéresse aussi beaucoup à l'Histoire et au Journalisme. Il reprendra donc la direction de l'hebdomadaire Le Régional à Salon de Provence.

## Parcours politique
Son engagement politique débute en 1977 par son élection comme conseiller municipal de Salon-de-Provence, ville dont il devient le premier adjoint au maire en 1983 jusqu'en 1989. Il est élu pour la première fois à l'Assemblée nationale en juin 1988 et a, depuis, été réélu jusqu'en 2017, date à laquelle il est finalement battu par le candidat LREM Mohamed Laqhila qui recueille alors 51% des voix.

### Mandats pour la ville de Salon-de-Provence
- de 1977 à 1983 : membre du conseil municipal de Salon-de-Provence (Bouches-du-Rhône)
- de 1983 à 1989 : adjoint au maire de Salon-de-Provence (Bouches-du-Rhône)
- de 1989 à 1993 : membre du conseil municipal de Salon-de-Provence (Bouches-du-Rhône)
- de 2001 à 2008 : membre du conseil municipal de Salon-de-Provence (Bouches-du-Rhône)

### Mandats parlementaires
- de 1988 à 2002 : député UDF des Bouches-du-Rhône
- de 2002 à 2015 : député UMP des Bouches-du-Rhône
- de 2015 à 2017 : député Les Républicains (parti français) des Bouches-du-Rhône

### Fonctions parlementaires
De 2011 à 2017 : vice-président du Groupe parlementaire Les Républicains
Membre de la Commission des Affaires Culturelles et de l'éducation

## Législature 2002-2007
Christian Kert a assuré aux côtés de Jean-Michel Dubernard et en tant que vice–président de la Commission des affaires culturelles, sociales et familiales, le rôle de coordinateur sur toutes les questions relatives à la communication et à la culture. À ce titre, il a eu la responsabilité de représenter, durant cinq ans, l’Assemblée nationale, au sein du Conseil d’administration du groupe France Télévision[réf. nécessaire].
De même, il a siégé au Conseil d’administration de la Chaîne parlementaire LCP-AN et a œuvré pour que cette chaîne soit présente sur la TNT afin qu’elle puisse être accessible à tous[réf. nécessaire].
Au moment du vote du budget, il a été à plusieurs reprises rapporteur pour avis sur les budgets culture ou Communication ou porte parole du groupe parlementaire UMP sur ces mêmes thèmes.
Dans son dernier rapport sur le projet de loi de finances 2007, tout en constatant une hausse significative et nécessaire des crédits pour la culture, le député de la XIe des BDR a orienté ses travaux sur l’action internationale du ministère de la culture : «Répondre à un désir de France»[réf. nécessaire].

### Missions d'informations culturelles
Christian Kert a été rapporteur d'une mission d'information sur la création d’une télévision française d’information à vocation internationale (octobre 2002 - mai 2003), étape préalable à la création de la chaîne France 24.
Il s’est vu confier un rapport d’information sur les métiers artistiques (novembre 2003 – décembre 2004) dans lequel figurent des propositions reprises par la suite dans le nouveau protocole signé par les partenaires sociaux[réf. nécessaire].
Il a présenté un rapport, en décembre 2006, sur le patrimoine français, sous le titre « le redoutable privilège d’être riche (de son patrimoine) ».
Christian Kert est, par ailleurs, membre du conseil d’administration de la Fondation du Patrimoine qui a pour mission de financer des opérations de rénovation et de conservation dans le domaine privé[réf. nécessaire].
Ayant gardé ses fonctions au sein de l’Office parlementaire des choix scientifiques et technologiques au sein duquel il avait précédemment consacré l’essentiel de ses travaux aux risques naturels et technologiques, ainsi qu’à la protection de l’environnement, C. Kert a cette fois-ci travaillé (avril 2003-juin 2006) sur les techniques de restauration des œuvres d’art et la protection du patrimoine face aux attaques du vieillissement et des pollutions.
Christian Kert est aussi intervenu dans l’hémicycle sur l’ensemble des projets de loi portant sur l’audiovisuel et les nouvelles technologies, dont le dernier, relatif à la modernisation de la diffusion audiovisuelle et à la télévision du futur (janvier 2007), consacre la fin de la transmission analogique pour 2011 et le tout numérique à partir de cette date. Christian Kert est membre titulaire du conseil d'administration de la société France Télévision.

### Harkis et rapatriés
Christian Kert est président du Groupe d’études sur les rapatriés de l’Assemblée nationale depuis juin 2002. À ce titre, il a accompagné le président Jacques Chirac lors de son voyage officiel en Algérie en mars 2003. Porte-parole du groupe UMP lors d’un débat parlementaire sur les rapatriés organisé le 2 décembre 2003, Christian Kert a été également le rapporteur de la loi tant décriée du 23 février 2005 portant « reconnaissance de la nation et contribution nationale en faveur des français rapatriés ».
Il s’est attaché lors des deux examens à l’Assemblée nationale (juin et décembre 2004) à améliorer le texte du Gouvernement sur les mesures concrètes prises au bénéfice des harkis et de leurs familles.

### Écologie et préventions des catastrophes naturelles
Le député a interpellé à plusieurs reprises le Ministre de l’écologie et du développement durable sur les mesures complémentaires à prendre en matière de lutte contre la pollution de l'air .
Auteur d'un rapport en 2001, à la suite des ravages causés par la tempête de 1999, sur la problématique de l'enfouissement des lignes électriques.

### Domaine diplomatique
Christian Kert est président du groupe d'amitié France-Roumanie.
Il a accompagné Jean-Pierre Raffarin lors d’un voyage en Chine et a pu s’entretenir dans les salons de l’ambassade de France à Dakar au Sénégal (septembre 2006) avec Nicolas Sarkozy sur le devenir des pays d’Afrique noire et sur la nécessité de mettre en place le codéveloppement.
Nommé président du groupe d’amitié France-Serbie en mars 2006, il a tissé durant ces quelques mois des relations suivies avec les représentants de ce pays en France et les ministres serbes lors de leurs visites officielles. Il est aujourd'hui vice-président de ce groupe.
Il est membre du groupe d'études sur le problème du Tibet de l'Assemblée nationale,.

## Législature 2007-2012
Spécialisé dans les dossiers de communication et de culture en tant que membre de la Commission des Affaires culturelles et de l’éducation de l’Assemblée Nationale, il s’est également investi depuis une quinzaine d’années dans la prévention des risques naturels. Il prend la tête du COPRNM (Conseil d’Orientation pour la Prévention des Risques Naturels Majeurs) en 2009.
En tant que Membre de l’ OPESCT de 1993 à 2012 (office parlementaire des choix scientifiques et technologiques) il a rendu de nombreux rapports sur cette thématique : prévention des séismes, sécurité des tunnels routiers et ferroviaires, enfouissement des lignes à haute et très haute tension, mise en sécurité des barrages et des digues, bilan des leçons à tirer de la tempête Xynthia.
Dans ce même cadre, il étudie les différentes techniques de restauration des œuvres d'art comme il publie un rapport en juillet 2010 sur le bilan des leçons à tirer de l’éruption du Volcan Eyjafjöll.
Au nom de la Commission des affaires culturelles, familiales et sociales, il est l'auteur de nombreux rapports portant sur la conservation du patrimoine monumental, la création d’une télévision française d’information à vocation internationale France 24 , les métiers artistiques et les problèmes de l’intermittence (2005 et 2013) ou sur la mise en œuvre de la réforme de l’audiovisuel extérieur (avril 2012). Au nom de cette même Commission, il a été également à plusieurs reprises rapporteur pour avis du Budget communication . En 2008 , il est le rapporteur de la Commission spéciale sur la réforme de l'audiovisuel public. À la suite de la modification de la Constitution en 2009, il devient vice-président de la nouvelle Commission des affaires culturelles et de l'éducation de l'Assemblée nationale de juin 2009 jusqu’en juin 2012.
De 2007 à 2012, il est président du Groupe d'amitié France-Namibie.

## Législature 2012-2017
Christian Kert est élu député de l'opposition après l'élection de François Hollande en 2012. En juin, il devient membre du conseil d'administration du Musée du Quai Branly.
Dans le domaine de la culture et de la communication, il préside la mission d'information sur les métiers artistiques (2012-2013). La reflexion portait sur la nécessité de maintenir un soutien efficace aux activités artistiques tout en sécurisant, sans excès, l'intermittence.
En février 2013, dans le cadre de la direction « partagée » entre Jean-François Copé et François Fillon, il devient vice-président de l’UMP, lors de la seconde vague de nomination après celle de janvier, en plus du vice-président délégué Luc Chatel, en poste depuis novembre 2012.
En 2014, il présente une proposition de loi devenue Loi no 2014-779 du 8 juillet 2014 pour encadrer les conditions de vente à distance des livres.
Il se représente aux élections législatives en 2017 mais connaît la défaite, celle-ci venant mettre un terme à sa carrière politique.

## Publication
- Nostradamus, Le Mage de Salon, 1984
- Mirabeau L'intemporel, 2018, éditions des Lilas (Prix Mignet de l'académie des Sciences, Agriculture, Arts et Belles lettres d'Aix-en-Provence[8]).